# Lago Asiruqucha
Asiruqucha è un lago situato nel comune di Vacas, provincia di Arani, dipartimento di Cochabamba, in Bolivia. Lo specchio d'acqua si trova ad un'altitudine di 3.420 metri s.l.m..